# جو مالونی
جو مالونی (انگلیسی: Joe Maloney; ۲۶ ژانویهٔ ۱۹۳۴ – ۱۷ اکتبر ۲۰۰۶) بازیکن فوتبال اهل بریتانیا بود.
از باشگاه‌هایی که در آن بازی کرده‌است می‌توان به باشگاه فوتبال کرو آلکساندرا، باشگاه فوتبال پورت ویل، باشگاه فوتبال لیورپول، باشگاه فوتبال وینسفورد یونایتد، و باشگاه فوتبال شروزبری تاون اشاره کرد.